# Gora Karbysheva
Gora Karbysheva (englische Transkription von russisch Гора Карбышева Gora Karbyschewa) ist ein Hügel im ostantarktischen Coatsland. Er ragt im westlichen Teil der Shackleton Range auf.
Russische Wissenschaftler benannten ihn. Der weitere Benennungshintergrund ist nicht überliefert. Wahrscheinlicher Namensgeber ist der hochdekorierte russische Offizier Dmitri Michailowitsch Karbyschew (1880–1945).